# Font de Perauba
La Font de Perauba és una font de l'antic poble de Perauba al municipi de Conca de Dalt, al Pallars Jussà. Antigament pertanyia a l'antic municipi d'Hortoneda de la Conca.
Està situada a 1.365 m d'altitud, a la Coma de Perauba, a la dreta de la llau de Perauba. És a llevant de les Baürtes, a migdia dels Trossos de la Font de Perauba, al nord-est de la Torre de Perauba i dels Rocs del Comeller. És al nord-oest de la Font Mentidora.